# Messages
Messages is het debuutalbum van Steve Swindells.

## Geschiedenis
Swindells muzikale loopbaan begon als podiumbouwer bij diverse festivals, waaronder die van Glastonbury. Swindells was vanuit Bristol vertrokken naar Londen. Hij kwam in aanraking met muziekproducent Mark Edwards, die zijn sporen had verdiend met een album van Curved Air. Swindells kreeg de kans muziek op te nemen in de tijd dat Emerson, Lake & Palmer hun hoogtijdagen hadden en een eigen platenlabel begonnen. Swindells kon onder leiding van Peter Sinfield een album opnemen voor Manticore. Sinfield gedroeg zich in de ogen van Swindells echter eigenaardig en het plan sneuvelde. Edwards wilde het daarom zelf wel proberen met Swindells en wist een platencontract los te peuteren bij RCA Victor. Hij mocht diverse bekende geluidsstudio's in om zijn Messages op te nemen. De Ramport Studio (van The Who), Island Studio en AIR Studio zagen een soloartiest komen die begeleid werd door (toentertijd) bekende musici. Van de connecties met Sinfield bleef Michael Giles (ex-King Crimson) over.
De hoes werd gevormd door een vijftal versies van Swindells zelf, waarbij behoorlijk geairbrusht moest worden. Op de achterkant van de elpee stond Swindells nogmaals afgebeeld als jonge Adonis (het was de tijd van de glamrock).
Van de toekomstige muziek van Pilot en Hawkwind is vrijwel niets terug te vinden op dit album.

## Musici
- Steve Swindells – zang, toetsinstrumenten
- Caleb Quaye – gitaar (1, 2, 4, 6)
- Mark Warner – gitaar (3, 5, 7, 9)
- Bruce Knapp – gitaar (4)
- John Gustavson – basgitaar (1, 2, 4, 5, 6, 7)
- Dave Wintour – basgitaar (3, 9)
- Danny Thompson – akoestische basgitaar (8)
- Barry de Souza – slagwerk (1, 2, 4, 5, 6, 7)
- Michael Giles – slagwerk (3, 9)
- Morris Pert – percussie (7)
- Doris Troy, Rosetta Hightower, Barry St. John – achtergrondzang (6, 7)
- Chris Mercer – saxofoon (6)
- Martin Ford, John Bell – orkestratie voor het Martin Ford Orchestra (1, 2, 6, 9)
- Nick Harrison- orkestratie voor het Martin Ford Ochestra (3, 7)

## Muziek
| Nr. | Titel                                 | Duur |
| --- | ------------------------------------- | ---- |
| 1.  | Miles away again                      |      |
| 2.  | Energy crisis                         |      |
| 3.  | The Earl's Court case                 |      |
| 4.  | Living in the sun                     |      |
| 5.  | I don’t like eating meat              |      |
| 6.  | Shake up your soul                    |      |
| 7.  | Surrender                             |      |
| 8.  | I can’t see where the light switch is |      |
| 9.  | Messages from heaven                  |      |